# Mathieu Béda
Mathieu Béda (Nizza, 28 luglio 1981) è un ex calciatore francese, di ruolo difensore.

## Carriera

### Club
Nel 2011 ha firmato un contratto con scadenza nel 2013 con lo Zurigo.

## Palmarès

### Club

#### Competizioni nazionali
- 2. Fußball-Bundesliga: 1

Kaiserslautern: 2009-2010